# El tambor de hojalata (película)
El tambor de hojalata (Die Blechtrommel) es una adaptación cinematográfica antibélica de Comedia negra (cine), realista y mágica coproducida en 1979, dirigida por Volker Schlöndorff, basada en la novela homónima, obra del premio Nobel de Literatura de 1999 Günter Grass. El guion fue escrito por el mismo Schlöndorff junto a Jean-Claude Carrière, y Franz Seitz. Está protagonizada por Mario Adorf, Angela Winkler, Katharina Thalbach, Daniel Olbrychski, y Charles Aznavour, con David Bennent en el papel principal de Oskar Matzerath, un joven que detiene voluntariamente su propio desarrollo físico y permanece en el cuerpo de un niño incluso cuando entra en la edad adulta.
Un drama bélico de humor negro con elementos de realismo mágico, la película sigue a Oskar, un niño precoz que vive en Danzig y que posee habilidades aparentemente sobrenaturales. Vive despreciando a los adultos que lo rodean y es testigo de primera mano de su potencial para la crueldad, primero a través del ascenso del Partido Nazi y luego de la guerra posterior. El título hace referencia al tambor de juguete de Oskar, que toca a todo volumen cuando está disgustado o molesto. La película en alemán fue una coproducción de compañías de Alemania Occidental, Francia y Yugoslavia.
La película ganó la Palma de Oro en el Festival de Cine de Cannes de 1979 y fue un gran éxito financiero en Alemania Occidental, donde ganó el Premio de Cine Alemán a la Mejor Película de Ficción. Tuvo una acogida más controvertida a nivel internacional y fue objeto de campañas de censura en Irlanda, Canadá y Estados Unidos. A pesar de su notoriedad, la película ganó un premio Óscar a la Mejor Película en Lengua Extranjera en los Premios Óscar de 1980. En 2003, The New York Times colocó la película en su lista de las 1000 mejores películas de la historia.

## Argumento
Nota: El siguiente argumento corresponde a la versión original presentada en los cines durante 1979 y los párrafos en cursiva son las partes que corresponden a la versión extendida.

A modo de narrador no fiable, la voz de Oskar relata su historia. Mientras asa papas, su abuela Anna Bronski ayuda a un desconocido, un fugitivo incendiario llamado Joseph Koljaiczek, escondiéndolo bajo sus faldas cuando está a punto de ser capturado por la policía del II Reich alemán, y despistando a los perseguidores, al mismo tiempo que tienen sexo disimuladamente por primera vez. Una vez idos los policías, Ana y Koljaiczek abandonan el lugar hacia los aserraderos que son la base para el creciente nacionalismo de los polacos, una vez ahí se casan y tienen una hija, Agnes. Pasado un tiempo, cuando Ana, Joseph y Agnes paseaban a orillas de un lago, la policía identifica a Koljaiczek, quien se arroja a las aguas, escapa e inicia una mejor y gran vida en Estados Unidos como propietario de una empresa de seguros y, a la vez, de una de fósforos. Sin embargo su familia cree que murió ahogado. Anna Bronski siguió vendiendo gansos y durante la Primera Guerra Mundial nabos hasta llegar a la vejez.
En los años 1920, previos al estallido de la Segunda Guerra Mundial, Agnes y su familia viven en la Ciudad Libre de Danzig. Agnes es una atractiva chica que sostiene una relación sin futuro con su primo de origen casubo Jan Bronski, quien le presenta a su mejor amigo y el hombre que sería su esposo, Alfred Matzerath, un corpulento tendero y cocinero de origen alemán. Alfred y Agnes se casan, pero Agnes sigue su romance con Bronski, por lo que cuando queda embarazada, es incierto quién es el verdadero padre del niño, el cual nace en 1924 y recibe el nombre de Oskar. Alfred en Danzig monta una tienda de abarrotes la cual es atendida por él mismo y por Agnes.
Al cumplir los tres años, Oskar recibe como regalo un tambor de hojalata del que nunca se separaría. Durante la celebración del cumpleaños, Oskar se desilusiona del mundo de los adultos al descubrir la infidelidad de su madre con su primo Jan y decide no seguir creciendo. Para lograr su cometido, va a la bodega que su padre ha dejado accidentalmente abierta en el sótano y se lanza desde lo alto de las escaleras golpeándose fuertemente la cabeza y atrofiando su proceso de crecimiento. Algo que marcaría a Oskar serían las constantes peleas de sus padres desde ese momento.
Un día, al llegar a casa Jan le muestra a Oskar la estampilla polaca más antigua y rechaza amablemente la invitación de Alfred a almorzar, debido a que Jan trabaja en la oficina postal y debe ser guardia esa noche. Alfred exige a Oskar separarse de su tambor y ante su negativa a su padre intenta quitárselo, y Oskar descubre que puede repeler a cualquier persona que se atreva a quitarle su tambor gritando agudamente, pues su grito rompe cualquier cristal o vidrio cercano, en este caso, el vidrio del reloj. Sorprendido por su nuevo talento prueba su grito rompiendo una copa cerca a su casa ganándose la admiración de los niños vecinos con quienes desfila y les muestra su talento rompiendo el vidrio de una lámpara de la calle, ganándose el odio de su vecino trompetista Meyn, y presenciando un pequeño desfile de miembros de las SA.
Durante su primera clase en la escuela, al intentar la maestra quitarle el tambor que molestamente hacía sonar cada vez que la mujer hablaba, Oskar con su grito destroza los vidrios de una ventana cercana y cuando ésta intenta reprenderlo, Oskar grita una vez más destrozando los anteojos de la maestra. Oskar es llevado al médico por una desesperada Agnes; durante la consulta, cuando el doctor trata de quitarle el tambor para examinarlo, el niño emite su chillido rompiendo frascos y cristales, lo que despierta la admiración del médico, quien posteriormente publica el caso en una revista científica. Agnes decide que su vecina Gretchen Scheffler sea su tutora y cuando le enseña el alfabeto, Oskar presta poco interés y atención y tras hurgar en varios libros encuentra el de Rasputin, Gretchen se lo lee y lo comparte con Agnes y Oskar en una fantasía presencia el capítulo de una orgía de Rasputin y cruzando la cuarta pared dice que creció en espíritu tras combinar a Rasputin con Johann Wolfgang von Goethe. Luego de esto es obligado por los demás niños a tomar una sopa hecha por ellos que contenía elementos no comestibles.
Oskar también es amigo del comerciante judío Sigismund Markus que le da tambores de hojalata de su tienda de juguetes cuando el que tiene ya está viejo y dañado. Markus está enamorado de Agnes, y aunque nunca es correspondido por ella, la ayuda a seguir adelante con su romance con Jan Bronski cuidando de Oskar mientras los amantes se encuentran en un hotel cercano.
Tiempo después, durante una función de circo, Oskar revela un vivo interés por los enanos y sus actos. Allí conoce a Bebra, el viejo enano director del circo, a quien le muestra lo que puede hacer con la voz. Admirado, Bebra lo anima a incorporarse al circo para mostrar su talento con el tambor y su capacidad de romper cristales con la voz.
Alfred Matzerath es un ferviente admirador de Adolf Hitler que asiste a los desfiles nazis de las SA. Mientras Alfred asiste al mitín, Agnes cuelga en otro lugar el retrato de Beethoven que había sido reemplazado por un retrato de Hitler, Oskar descubre que tiene ojos azules como Jan, Agnes intenta interrumpir aunque Jan sabe en su interior que Oskar es realmente su hijo. Durante la visita de un alto oficial alemán enviado por Joseph Goebbels, un escondido Oskar toca su tambor al mismo tiempo que la banda marcial nazi, les hace perder paulatinamente el ritmo a los músicos, quienes pasan a tocar el vals Danubio azul de Johann Strauss (hijo) y, en una escena surrealista, todos los presentes terminan bailando fraternalmente. El mitin termina cuando comienza a llover y el jefe de distrito del partido Nazi queda bajo la lluvia.
Cierto día, mientras los Matzerath y Bronski pasean por la playa, Agnes, secretamente embarazada de Jan, siente náuseas y vomita cuando Alfred compra unas anguilas sacadas de la cabeza de un caballo en el mar. Posteriormente, se rehúsa a probarlas ya cocinadas por Alfred, quien la persigue para que las coma. Luego de que Bronski, quien se había ofrecido a calmarla, le hace el amor en la propia cama de Agnes y Alfred, escena presenciada por un Oskar escondido en un armario, Agnes come las anguilas tranquilamente. Agnes confiesa su dilema amoroso a Markus quien le ofrece ir a Londres con él además de llevarse a Oskar, pero Agnes rechaza la oferta y para evitar problemas decide fortalecer su relación con Alfred. En la iglesia, Agnes confiesa sus pecados pero es interrumpida ya que el sacerdote reprende a Oskar quien intentaba que una estatua del niño Jesús tocase el tambor. En los días siguientes Agnes desarrolla antojos desenfrenados por el pescado crudo, lo come incontroladamente y muere encerrada en un baño en medio de una gran turbación cuando su madre, Anna Koljaiczek, revela a todos su embarazo e infidelidad pese a que Alfred de manera comprensiva la perdona. Durante su sepelio, Markus asiste pero es echado por los vecinos alemanes de Oskar pero regresa cuando la gente se ha ido. Luego de esto la familia trata de reponerse haciendo varias actividades, entre ellas jugando Skat.
La tienda de Markus es destruida en la Noche de los cristales rotos y el judío se suicida; su cadáver es descubierto por Oskar. La Segunda Guerra Mundial estalla con la destrucción (con imágenes de archivo del inicio de la guerra y de un discurso de Hitler), por parte de los nazis, de la Oficina de Correos de Danzig, donde trabaja Bronski, quien es ejecutado a manos de las SS después de una corta resistencia. Kobyella, compañero de trabajo de Jan y vigilante de la Oficina de Correos es herido mortalmente cuando trata de alcanzar el tambor de Oskar que estaba en la parte alta de un estante. Luego de que la población alemana recibiese al Führer, Shugger Leo lleva a Oskar a las ruinas de la Oficina de Correos y le da un casquillo de bala de los usados en la ejecución de la resistencia.
Tiempo después de la muerte de Agnes, llega a ayudar en la casa y tienda Matzerath María, una bella paisana de Oskar, quien se enamora de ella y consigue tener relaciones sexuales con ella mientras Alfred asiste a una reunión del partido y María encuentra una bebida preparada por Oskar con el polvo dulce que comparten y con ello la insignia de Alfred del partido Nazi. María al mismo tiempo tiene un amorío con Alfred, lo cual es descubierto por Oskar cuando los sorprende e interrumpe haciendo el amor y provocando que Alfred insemine a María quien queda embarazada contra su voluntad y Oskar termina peleando con María en el momento en que intenta lavarse el semen depositado en ella. Oskar sufre una gran decepción y, cuando María resulta embarazada, trata de atacarla en la barriga con unas tijeras, lo que María alcanza a evitar. Alfred se casa con María, quien da a luz a un niño que recibe el nombre de Kurt, probable hijo de Alfred, aunque también es posible que lo sea de Oskar. Un día nevado, Oskar camina por las calles y su vecina Lina lo invita a recostarse con ella debido al frío. Lina encuentra cariño en Oskar ya que su esposo Gref, dueño de un pequeño mercado de frutas y verduras, no le da cariño recientemente. Luego se revela que éste pese a ser miembro del partido nazi, Gref aparentemente mantiene relaciones pedófilas con niños pertenecientes a las Juventudes Hitlerianas siendo delatado por Meyn a la Gestapo cuyos agentes lo asesinan en su bodega y su cadáver descubierto por Oskar.
Decepcionado, Oskar abandona su casa y se une al circo itinerante de Bebra, con el cual trabaja divirtiendo a oficiales alemanes en un contrato con el Ministerio de Propaganda. Pronto se enamora de una enana italiana del circo llamada Roswitha, y la compañía de teatro va a París (con imágenes de Hitler y sus hombres en la ciudad) donde divierten a los soldados; en este caso Oskar con su habilidad de tamborilero y talento para romper vidrios con su grito mientras Roswitha es vidente. Un día el comandante los invita a presenciar los fortines y búnkeres construidos en las costas de Normandía. Bebra anima a Oskar y a Roswitha a seguir con su relación. Poco después de realizar un acto para entretener a los soldados de los búnkeres, la compañía de teatro realiza un pícnic sobre un fortín y Bebra ve 5 monjas de Lisieux que el Cabo Lankes reconoce y que sabe que solo van a la costa a recoger mariscos, Lankes recibe una llamada de su teniente que le ordena disparar a las monjas aduciendo que la playa es restringida. Con dolor Lankes ordena a sus hombres matar a las monjas cuyas almas ascienden al cielo, todo esto visto por Bebra, Oskar, Roswitha y los demás enanos. Mientras se presenta el desembarco de Normandía Roswitha muere en un bombardeo americano en París luego de ir por café, pese a las advertencias de Oskar, en lo que la compañía de teatro y los soldados tratan de huir. Decepcionado y adolorido, Oskar regresa a la casa Matzerath, donde lo daban por muerto durante los tres años que estaba en París, e inicia con Kurt una excelente relación pues se cree su padre. Un día en la calle, un vecino le pide a Oskar que se esconda, pues la Gestapo lo busca; ya que Hitler en su preocupación por la pureza racial decreta que Oskar debe ser internado en una clínica psiquiátrica en Kohlhammer a lo que Alfred se niega discutiendo con los agentes de la Gestapo. María se muestra de acuerdo con las autoridades ya que aun siente aprecio por Oskar pero que lo mejor para él es su internamiento.
Una noche, las tropas aliadas que han invadido a Alemania, y por ende Danzig, requisan la casa Matzerath buscando colaboradores del Tercer Reich. La familia Matzerath se esconde en el sótano con su vecina Lina, y Alfred intenta eliminar cualquier evidencia. Unos soldados rusos entran al sótano violando a Lina, pero Oskar aparentemente lo delata a su padre devolviéndole su insignia del partido nazi, la cual Alfred trata de tragar desesperadamente; en medio de la confusión que se produce, Alfred es asesinado por un soldado soviético. Mientras aparecen imágenes de Danzig completamente destruida e invadida por tropas soviéticas, Lina departe con soldados rusos y Mariusz Fajngold, un judío sobreviviente de Treblinka llega a la casa Matzerath. Según el gobierno de ocupación, la tienda y la casa pasaría a manos de Fajngold con la posibilidad de contratar a María como dependiente de la tienda. Fajngold acompañado de María y Oskar baja al sótano admirando la mercancía y observa además el cadáver de Alfred. Fajngold recuerda a su esposa e hijos muertos en el campo en camino a los hornos crematorios mientras el había sido designado a esparcir cloro sobre los cadáveres, a su vez que de manera imaginaria Fajngold conversa y anda con su familia muerta. 
Durante el entierro de Alfred, acompañados todo el tiempo por Fajngold, antes de que se rellenara la fosa de arena, Oskar, ahora con 21 años, lanza a la misma su tambor, lo que se interpreta como su deseo de volver a crecer y de hacer parte del mundo de los adultos, del cual no puede escapar. Kurt arroja una piedra a la cabeza de Oskar haciéndolo caer sobre el ataúd, el golpe lo deja inconsciente y cuando vuelve en sí empieza a crecer de nuevo siendo testigo de esto Leo. Fajngold le pide matrimonio a María para no tener que irse y cuidar a Kurt y a Oskar pero María amablemente lo rechaza viendo que no le queda nada en Danzig, por lo que Fajngold le da margarina, miel y desinfectante para así iniciar una nueva vida en Rhineland donde vive la hermana de María. Finalmente, Oskar, María y Kurt se marchan en un tren a Alemania, mientras Anna, la abuela de Oskar, asiste a la partida de su familia como parte inevitable de su destino: los casubos nunca dejan su tierra y les toca ver irse a sus seres queridos.

## Reparto

### Familia de Oskar
- David Bennent — Oskar Matzerath. Protagonista Principal
- Mario Adorf — Alfred Matzerath. Padre de Oskar
- Angela Winkler — Agnes Matzerath. Madre de Oskar
- Katharina Thalbach — María Matzerath/Truczinski. Primer amor y luego Madrastra de Oskar
- Daniel Olbrychski — Jan Bronski. Primo en segundo grado de Oskar
- Tina Engel — Anna Koljaiczek (joven).
- Berta Drews — Anna Koljaiczek (mayor). Abuela materna de Oskar
- Roland Teubner — Joseph Koljaiczek. Abuelo materno de Oskar
- Tadeusz Kunikowski — Vinzenz Bronski. Tío abuelo de Oskar
- Raphael Vogt - Kurt Matzerath. Medio hermano y posible hijo de Oskar

### Vecinos
- Andréa Ferréol — Lina Greff.
- Heinz Bennent — Greff, el verdulero
- Ilse Pagé — Gretchen Scheffler.
- Werner Rehm — Scheffler, el panadero.
- Käte Jaenicke — Mamá Truczinski.
- Helmut Brasch — El viejo Heilandt.
- Otto Sander - Meyn, el trompetista.
- Wigand Witting- Herbert Truczinski.

### Payasos y enanos
- Fritz Hakl - Bebra.
- Mariella Oliveri - Roswitha Raguna.
- Emil Feist- Payaso.
- Herbert Behrendt- Payaso.
- Karl Heinz Tittelback- Félix.

### Ciudadanos de Danzig y otros
- Charles Aznavour — Sigismund Markus. Vendedor de tambores de hojalata y otros juguetes, judío y amigo de Oskar.
- Marek Walczweski - Shugger-Leo. Cuidador del cementerio
- Ernst Jacobi - Lobsäck.
- Wojciech Pzoniack- Mariusz Fajngold.
- Gerda Blisse - Señorita Spollenhauer. Profesora de Oskar
- Joachim Hackethal -Cura Wiehnke. Párroco de Danzig
- Henning Schlüter - Doktor Hollatz. Médico de Oskar en su niñez
- Zygmunt Hübner -Dr. Michon. Psiquiatra
- Mieczysław Czechowicz - Kobyella. Reparador de tambores de hojalata y vigilante de la oficina de correos.
- Bruno Thost - Cabo Lankes.
- Alexander von Richtofen - Teniente Herzog
- Lech Grzmociński - Stauer
- Stanisław Michalski - Gendarme
- Jean-Claude Carrière - Rasputin (no acreditado)

## Producción
La película se rodó principalmente en Alemania Occidental, incluyendo en los Estudios Spandau, con algunas escenas de exteriores en las calles, particularmente los referentes a los puntos de referencia de Danzig, filmados en Gdańsk. Las autoridades comunistas polacas le dieron poco tiempo al equipo de producción en Polonia, ya que la novela misma había sido prohibida en los país del Bloque del Este. Las escenas de la oficina de correos polaca fueron filmadas en Zagreb, Croacia, al igual que varias escenas callejeras. Las escenas en Francia fueron filmadas en el set. Schlöndorff fue autorizado por el propio Grass durante gran parte de la preproducción y la escritura del guion. David Bennent fue elegido para el papel de Oskar cuando Schlöndorff estaba discutiendo con un médico la posibilidad de un niño cuyo crecimiento se detiene a una edad temprana, y el médico mencionó el caso del hijo del actor Heinz Bennent, de quien Schlöndorff era amigo. Durante la filmación surgieron varias dificultades: hubo una supuesta historia de amor entre Daniel Olbrychski y Angela Winkler, y una rivalidad romántica entre Fritz Hakl, quien interpretó a Bebra, y el prometido de Mariella Oliveri, quien interpretó a Roswitha. Mientras se filmaba en Polonia, las autoridades arrestaron a un asistente de producción cuando intentaba comprar anguilas de barcos de pesca para la escena de la playa, acusado de intentar sabotear las industrias nacionales.

## Recepción

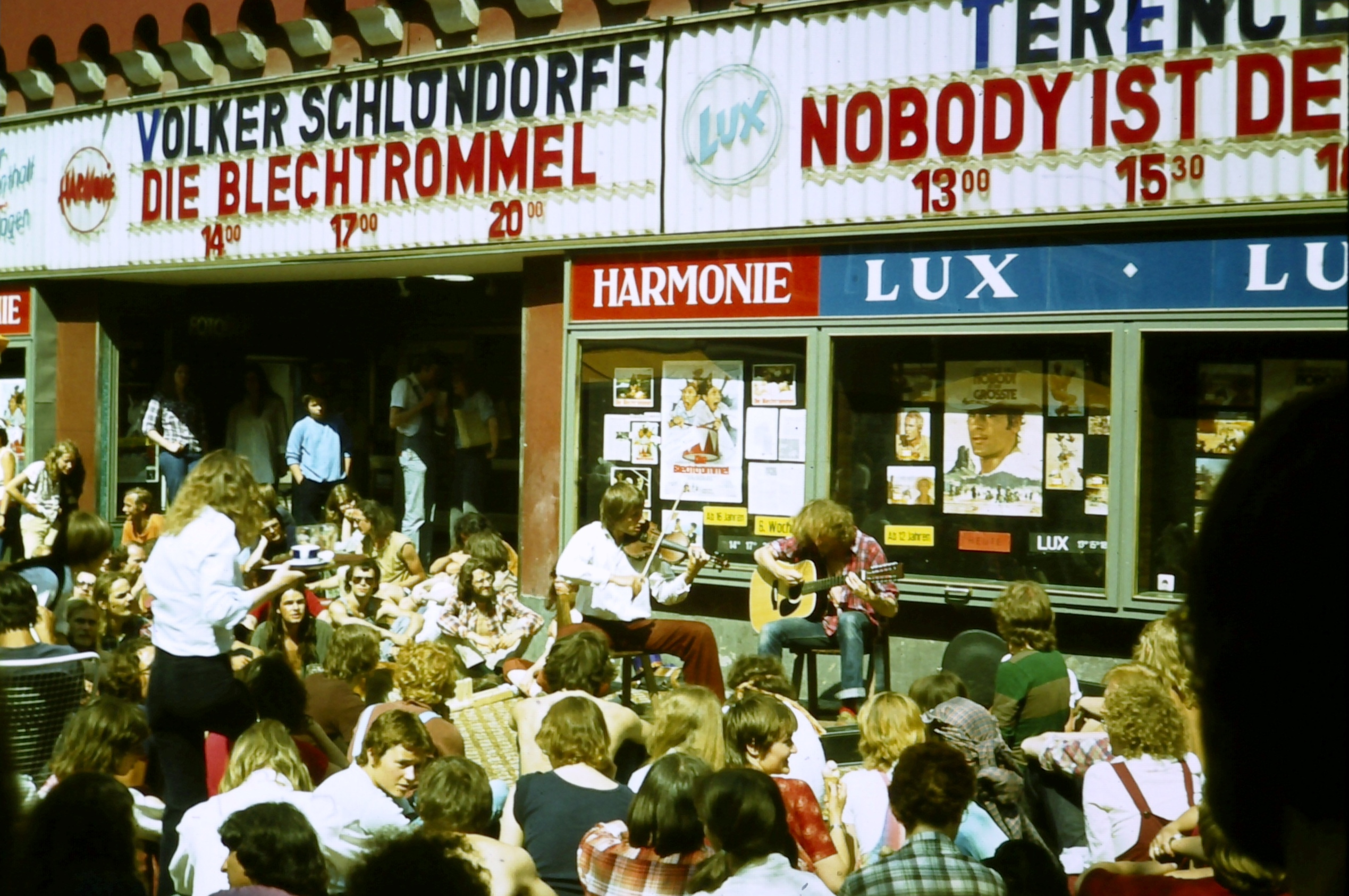
Estreno cinematográfico de El tambor de hojalata, en un teatro de Heidelberg en 1979

La película fue una de las películas alemanas de mayor éxito financiero de la década de 1970 con 25 millones de marcos en la taquilla alemana. New World Pictures pagó $400,000 por los derechos en Estados Unidos.
La película actualmente tiene una puntuación del 81% en Rotten Tomatoes basada en 21 opiniones, con una nota media de 7.34 / 10.
Roger Ebert del diario Chicago Sun-Times otorgó a la película dos estrellas (de cuatro), escribiendo "Debo confesar que el simbolismo del tambor no me involucró":

Y aquí estamos en el problema central de la película: ¿Debería yo, como miembro de la audiencia, decidir tomar el tambor como, por ejemplo, una protesta de juguete infantil contra las cadencias de marcha de los ejércitos alemanes? ¿O debería permitirme molestarme por el desagradable hábito del niño de golpearlo cuando algo no es de su agrado? Incluso si compro el miserable tambor como un símbolo moral, todavía estoy atrapado con el niño como un pequeño bastardo piadoso.

Vincent Canby del The New York Times lo llamó "una adaptación seriamente responsable de una novela gigantesca, pero es una adaptación que no tiene vida real propia. Hay una serie de cosas vistas o dichas en la pantalla que, sospecho, no tendrán mucho sentido para cualquiera que no está familiarizado con la novela ... Sin embargo, debido a que la historia que cuenta es tan descomunal, extraña, divertida y excéntrica, la película llama la atención ". Gene Siskel del Chicago Tribune le dio a la película un total de cuatro de cuatro estrellas y la calificó de "bastante impactante" con "una imagen sorprendente tras otra". Charles Champlin de The Los Angeles Times declaró que era "como pocas películas desde Ciudadano Kane—una combinación de logística y técnica deslumbrantes y de contenido humanista que afecta terriblemente." Gary Arnold de The Washington Post escribió que "será difícil de superar como la mala idea más prestigiosa de la temporada para una película", afirmando que Oskar "no tiene una personalidad lo suficientemente contundente como para unificar la divagante continuidad o reemplazar la voz narrativa y el complejo de significados que le dieron al libro vitalidad intelectual y autoridad."

### Premios y nominaciones
El tambor de hojalata fue una de las películas alemanas más exitosas financieramente de los años 1970. En 1979 ganó el premio Oscar a la Mejor Película Extranjera y la Palma de Oro en Cannes, conjuntamente con Apocalypse Now. El tambor de hojalata fue la primera película dirigida por un alemán en ganar la Palma de Oro de Cannes. En 1980, se convirtió en la primera película de Alemania o en alemán en ganar el Óscar a la mejor película internacional.
| \| Premio \| Fecha de la ceremonia \| Categoría \| Nominado(s) \| Resultado \| Ref(s) \| \| --------------------------------------------- \| ----------------------- \| ----------------------------- \| ------------------ \| --------- \| ------ \| \| Premios Óscar \| 14 de abril de 1980 \| Mejor película extranjera \| Volker Schlöndorff \| Ganador \| [14] \| \| Premio Bodil \| 1980 \| Mejor película europea \| Volker Schlöndorff \| Ganador \| [15] \| \| Festival de Cannes \| 10 – 24 de mayo de 1979 \| Palma de oro \| Volker Schlöndorff \| Ganador \| [16] \| \| Premios César \| 2 de febrero de 1980 \| Mejor película extranjera \| Volker Schlöndorff \| Nomimado \| [17] \| \| Deutscher Filmpreis \| 8 de junio de 1979 \| Mejor largometraje \| Volker Schlöndorff \| Ganador \| [18] \| \| Deutscher Filmpreis \| 8 de junio de 1979 \| Mejor dirección \| Volker Schlöndorff \| Nominado \| [18] \| \| Deutscher Filmpreis \| 8 de junio de 1979 \| Mejor actor \| Mario Adorf \| Nominado \| [18] \| \| Deutscher Filmpreis \| 8 de junio de 1979 \| Mejor actriz \| Angela Winkler \| Nominada \| [18] \| \| Deutscher Filmpreis \| 8 de junio de 1979 \| Mejor actriz de reparto \| Katharina Thalbach \| Nominada \| [18] \| \| Goldene Leinwand \| 19 de enero de 1980 \| Goldene Leinwand \| Volker Schlöndorff \| Ganador \| [19] \| \| Asociación de Críticos de Cine de Los Ángeles \| 20 de diciembre de 1980 \| Mejor película extranjera \| Volker Schlöndorff \| Ganador \| [20] \| \| National Board of Review \| 26 de enero de 1981 \| Mejor película extranjera \| Volker Schlöndorff \| Ganador \| [21] \| \| National Board of Review \| 26 de enero de 1981 \| Mejores películas extranjeras \| Volker Schlöndorff \| Ganador \| [21] \| |                         |                               |                    |           |        |
| Premio | Fecha de la ceremonia   | Categoría                     | Nominado(s)        | Resultado | Ref(s) |
| Premios Óscar | 14 de abril de 1980     | Mejor película extranjera     | Volker Schlöndorff | Ganador   | [ 14 ] |
| Premio Bodil | 1980                    | Mejor película europea        | Volker Schlöndorff | Ganador   | [ 15 ] |
| Festival de Cannes | 10 – 24 de mayo de 1979 | Palma de oro                  | Volker Schlöndorff | Ganador   | [ 16 ] |
| Premios César | 2 de febrero de 1980    | Mejor película extranjera     | Volker Schlöndorff | Nomimado  | [ 17 ] |
| Deutscher Filmpreis | 8 de junio de 1979      | Mejor largometraje            | Volker Schlöndorff | Ganador   | [ 18 ] |
| Deutscher Filmpreis | 8 de junio de 1979      | Mejor dirección               | Volker Schlöndorff | Nominado  | [ 18 ] |
| Deutscher Filmpreis | 8 de junio de 1979      | Mejor actor                   | Mario Adorf        | Nominado  | [ 18 ] |
| Deutscher Filmpreis | 8 de junio de 1979      | Mejor actriz                  | Angela Winkler     | Nominada  | [ 18 ] |
| Deutscher Filmpreis | 8 de junio de 1979      | Mejor actriz de reparto       | Katharina Thalbach | Nominada  | [ 18 ] |
| Goldene Leinwand | 19 de enero de 1980     | Goldene Leinwand              | Volker Schlöndorff | Ganador   | [ 19 ] |
| Asociación de Críticos de Cine de Los Ángeles | 20 de diciembre de 1980 | Mejor película extranjera     | Volker Schlöndorff | Ganador   | [ 20 ] |
| National Board of Review | 26 de enero de 1981     | Mejor película extranjera     | Volker Schlöndorff | Ganador   | [ 21 ] |
| National Board of Review | 26 de enero de 1981     | Mejores películas extranjeras | Volker Schlöndorff | Ganador   | [ 21 ] |

## Acogida y controversia
La película muestra escenas en las que Bennent, entonces de once años de edad, lame un sidral efervescente en el ombligo de la niña de dieciséis años interpretada por Katharina Thalbach, quien tenía veinticuatro años en ese momento. Luego Bennent parece tener sexo oral y coito con ella.
En 1980, la versión fílmica de El tambor de hojalata fue primero recortada y luego prohibida por el Comité de Censura de Ontario, Canadá, tildándola de pornografía infantil. Similarmente, el 25 de junio de 1997, siguiendo una orden del juez de la Corte Distrital del Estado, Richard Freeman, de quien se dijo que solamente había visto una escena aislada de la película, El tambor de hojalata fue prohibida en el condado de Oklahoma, Oklahoma, teniendo en cuenta las leyes del estado contra la obscenidad por interpretar sexualidad en niños. Todos los ejemplares fueron asimismo confiscados en Oklahoma City y al menos una persona que hubiera alquilado la película en cinta fue amenazada con ser procesada. Michael Camfield, líder de un capítulo local del American Civil Liberties Union, presentó una demanda contra el departamento de policía el 4 de julio de 1997, argumentando que la cinta había sido confiscada ilegalmente y sus derechos vulnerados.
Esto condujo a una serie de audiencias de alto perfil sobre los méritos de la película contra las escenas controvertidas y el papel del juez como censor. El film salió reivindicado y la mayoría de las copias fueron devueltas en pocos meses. Para 2001, todos los casos se habían resuelto y la película está legalmente disponible en el condado de Oklahoma. Este incidente fue cubierto en la película independiente Banned in Oklahoma, incluido en la versión en DVD de El tambor de hojalata sacado al mercado por Criterion Collection en 2004.